# Euphorbia neorubella
Euphorbia neorubella är en törelväxtart som beskrevs av Peter Vincent Bruyns. Euphorbia neorubella ingår i släktet törlar, och familjen törelväxter.
Artens utbredningsområde är Kenya. Inga underarter finns listade i Catalogue of Life.

## Bildgalleri

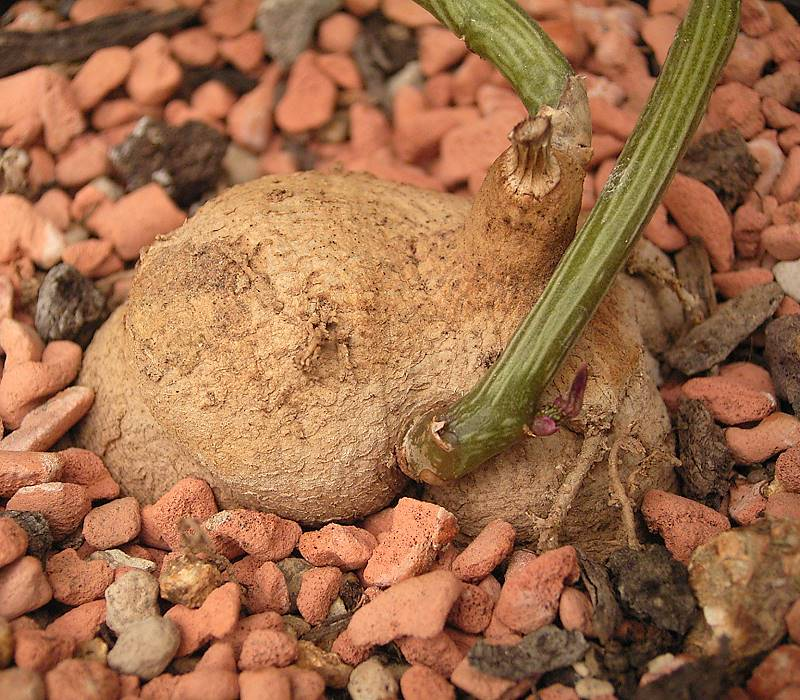